# Río Agrio
Le río Agrio est une rivière d'Argentine, qui coule en province de Neuquén et constitue l'affluent principal du río Neuquén, lui-même affluent majeur du fleuve río Negro.

## Cours supérieur
Le río Agrio naît dans les Andes de Patagonie argentine, dans le cratère même du volcan Copahue, qui héberge un petit lac d'eau chaude. Issu du cratère, il se dirige vers l'est, formant de nombreuses cascades, lors de sa descente des pentes du volcan, dans le parc provincial Copahue. Arrivé au pied du volcan, il constitue l'affluent majeur du lac Agrio, vaste plan d'eau de 10 kilomètres carrés environ. Le bassin supérieur du río Agrio fait entièrement partie de la caldeira de l'Agrio, vaste dépression de près de 400 kilomètres carrés, dont il occupe la grosse moitié méridionale (la partie nord constituant le bassin de l'arroyo Trolope). À sa sortie du lac à l'extrémité nord-est de celui-ci, il cherche à sortir de la cuvette formée par la caldeira mais se heurte au rebord oriental de cette dernière, ce qui l'oblige à prendre la direction du nord, où il parvient à franchir le barrage montagneux. Il reçoit alors les eaux abondantes de l'arroyo Trolope et se dirige vers l'est. Peu après, il forme les superbes chutes d'eau appelées Salto del Agrio, ce qui termine son cours supérieur.

### Des eaux très minéralisées
Issues du lac de cratère du volcan Copahue fort actif, ses eaux sont au départ largement saturées en substances minérales dont certaines sont très toxiques. Outre de l'acide chlorhydrique et de l'acide sulfurique (vitriol), on y trouve de l'arsenic, du chrome, du plomb et du zinc, mais aussi de l'ammoniac, du magnésium, du soufre, du calcium et bien d'autres substances. La toxicité et l'acidité de ses eaux, quoique atténuées progressivement par la dilution due à ses nombreux affluents, se répercute sur celles du lac Agrio, trop acides pour y permettre des activités piscicoles ou halieutiques rentables. 

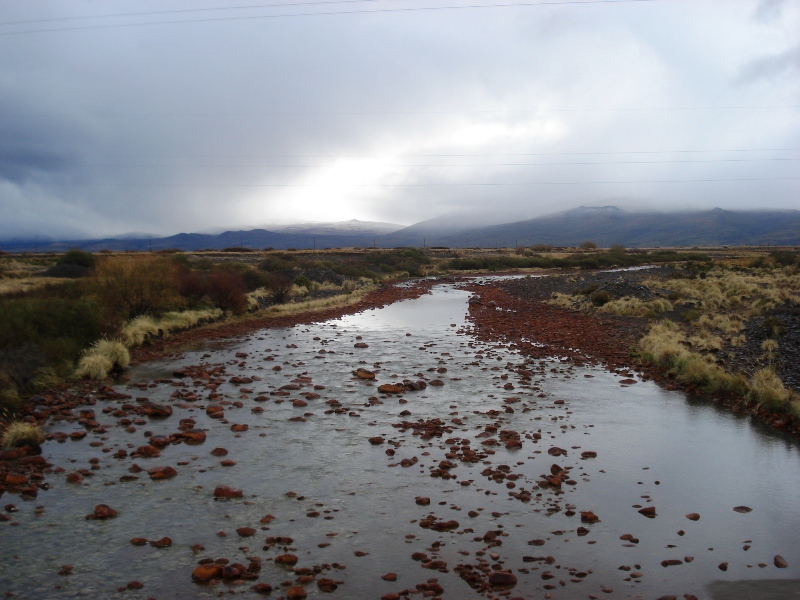
Le río Agrio croisant la route RP21.
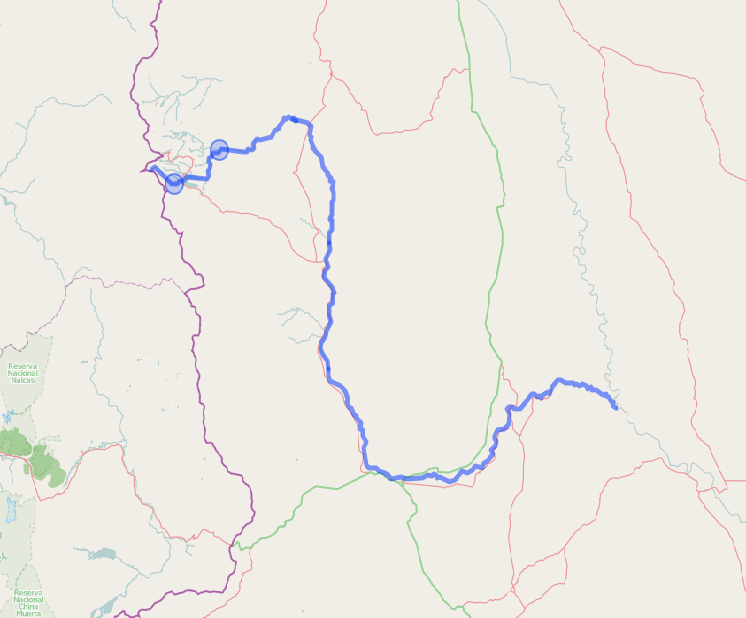
Carte du parcours du río Agrio.
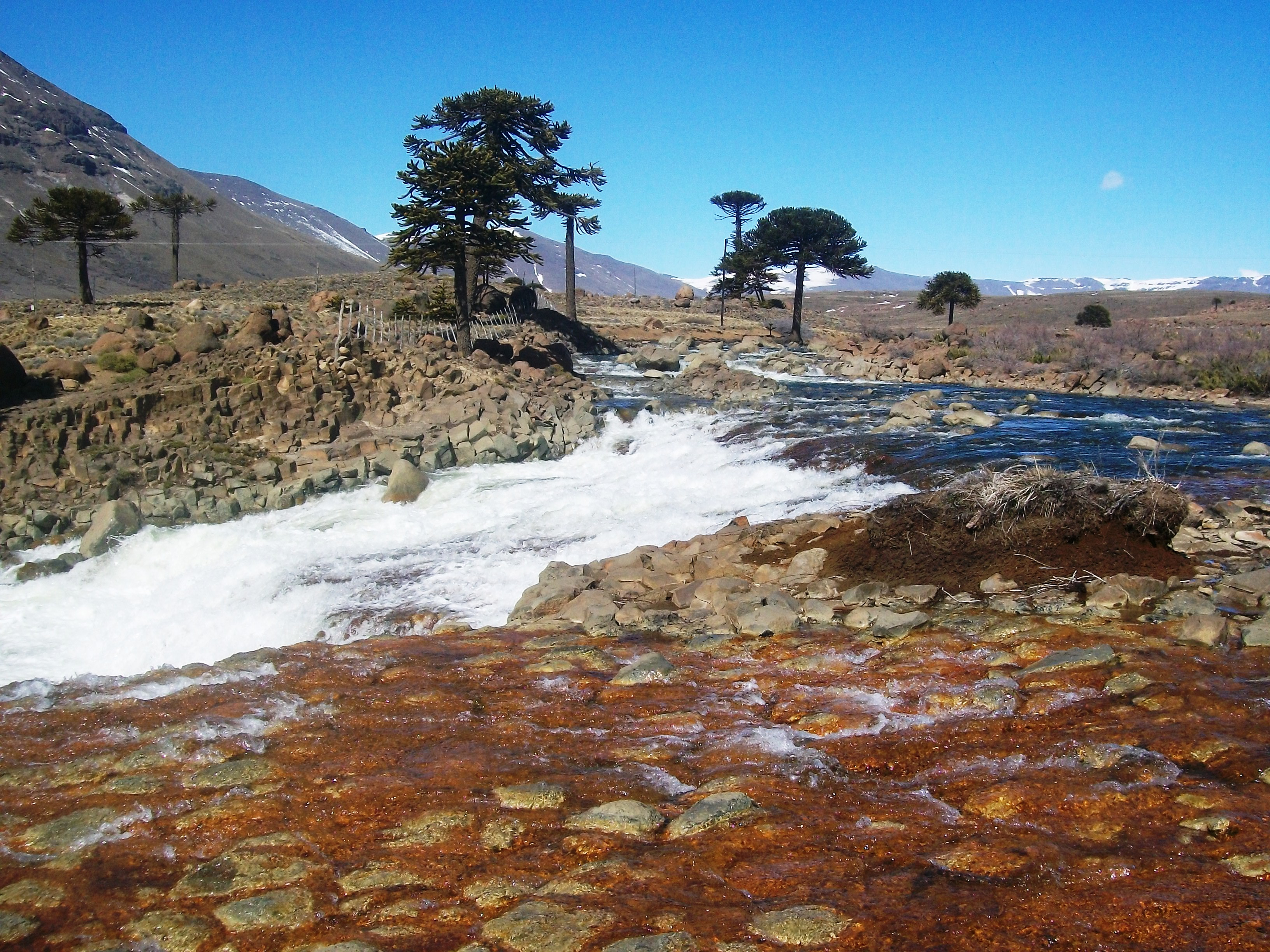
Le río Agrio à Caviahue dans les Andes.

### Le Salto del Agrio
C'est un site de toute beauté et extrêmement spectaculaire. Là où coule actuellement le río Agrio, coulait jadis un fleuve de lave. Après son refroidissement, il se produisit une énorme explosion de gaz piégés dans le basalte qui créa une sorte d'amphithéâtre naturel dans les roches taillées en demi-cercle. Les roches sont du pur basalte dont la couleur varie en fonction des minéraux qu'elles contiennent et qui diffèrent selon les endroits. La présence de fer crée de superbes roches rouges ou roses, avec des variantes. Elles sont jaunes si elles contiennent du soufre. À la période du dégel (octobre-décembre), si la neige a été très abondante, ce qui est fréquent, le cours d'eau se gonfle fortement, et le débit de la chute devient impressionnant.
Le Salto del Agrio a 35 mètres de hauteur et constitue le début d'un cañon creusé par la rivière dans le basalte volcanique. On peut l'observer depuis un mirador situé au-dessus de ce cañon. Si le soleil est présent, un bel arc-en-ciel se crée dans le champignon d'eau pulvérisée qui se forme au-dessus de la chute et le tableau devient féerique. En aval les eaux s'écoulent en tourbillonnant et se fracassent contre les rochers rouges et jaunes du cañon, puis elles se perdent à l'horizon dans un fracas impressionnant.

## Cours moyen et inférieur
Après avoir erré quelque peu vers le nord-est, le río Agrio fait une large boucle de plus de 90 degrés pour adopter la direction plein sud, et ce sur une distance de plus ou moins 100 kilomètres. Durant ce parcours moyen, il reçoit sur sa droite une série d'affluents issus de la cordillère des Andes et relativement abondants, ce qui augmente son débit. Arrivé aux environs de Las Lajas, son cours s'oriente vers l'est. Il baigne alors la ville de Las Lajas et entame son cours inférieur qui le mènera à travers la steppe sèche de Patagonie vers le río Neuquén, avec lequel il conflue peu après le village de Quili Malal.

## Débit
D'après les observations faites de 1953 à 2004 au niveau de la station de Bajada del Agrio, le débit moyen de la rivière est de 74,51 m3/s.